# Jeff Broadstreet
Jeff Broadstreet (* 7. November 1954 in Greencastle, Indiana) ist ein US-amerikanischer Filmregisseur und Drehbuchautor.

## Wirken
Broadstreet war als Produktionsassistent am Film Ghoulies beteiligt. Sein erstes Drehbuch schrieb er für den Film Sexbomb. Später wechselte er den Genre seiner Filme und wandte sich Neuverfilmungen von Horrorfilmen zu. Besonders von Filmen des Regisseurs Philip Kaufman hat sich Broadstreet inspirieren lassen. Broadstreets größter Erfolg war der Film Night of the Living Dead 3D. Er ist als Direktor und Berater bei einer Filmproduktionsfirma tätig, die sich auf 3D-Aufnahmen spezialisiert hat.

## Filmografie
- 1984: Ghoulies
- 1989: Sexbomb
- 1997: Area 51: The Alien Interview
- 2000: Megalomania (Kurzfilm)
- 2002: The Bad Father (Kurzfilm)
- 2005: Dr. Rage
- 2006: Night of the Living Dead 3D
- 2010: American Grindhouse
- 2012: Night of the Living Dead 3D: Re-Animation